# 东板乡
东板乡，是中华人民共和国四川省广安市岳池县曾经下辖的一个乡。2019年12月，撤销东板乡，将其所属行政区域划归顾县镇管辖。

## 行政区划
东板乡撤销前下辖以下地区：
新桥河村、三拱桥村、好强沟村、东板村、大屋场村、罐子垭村、红坡村、小尖坡村、回龙庵村和郭家庙村。